# فيوريكا دومبرفانو
فيوريكا دومبرفانو (بالرومانية: Viorica Dumbrăveanu) (من مواليد 23 ديسمبر 1976) هي سياسية مولدوفية شغلت منصب وزيرة الصحة والعمل والحماية الاجتماعية في مولدوفا من 14 نوفمبر 2019 حتى 31 ديسمبر 2020، ضمن حكومة أيون كيكو.

## الحياة والتعليم
وُلدت دومبرفانو في العاصمة كيشيناو، عندما كانت لا تزال جزءًا من جمهورية مولدوفا السوفيتية الاشتراكية. تلقت تعليمها العالي في مجال علم الاجتماع والإدارة العامة، ودرست في جامعة ولاية مولدوفا.

## الحياة المهنية
قبل تعيينها وزيرة، شغلت دومبرفانو عدة مناصب في مؤسسات حكومية واجتماعية مولدوفية، من بينها مستشارة للرئيس في الشؤون الاجتماعية، ونائبة وزير العمل والحماية الاجتماعية، كما كانت مسؤولة عن برامج التنمية الاجتماعية ورعاية الفئات الضعيفة.

## وزارة الصحة والعمل والحماية الاجتماعية
في 14 نوفمبر 2019، تم تعيينها وزيرة للصحة والعمل والحماية الاجتماعية في حكومة أيون كيكو. جاءت فترة ولايتها في ذروة أزمة جائحة فيروس كورونا، حيث اضطلعت بدور رئيسي في إدارة تدابير الصحة العامة، وخطط الاستجابة الوبائية، وبرامج الحماية الاجتماعية خلال حالة الطوارئ الصحية في البلاد.

## نهاية الولاية
انتهت فترة توليها الوزارة في 31 ديسمبر 2020، مع استقالة حكومة كيكو. وقد أعربت عن رغبتها في العودة إلى العمل ضمن مؤسسات المجتمع المدني والقطاع العام.